# Karla Borger
Karla Borger (* 22. November 1988 in Heppenheim) ist eine deutsche Beachvolleyballspielerin. Sie gewann die Universiade und wurde 2013 Vizeweltmeisterin. 2014 und 2019 wurde sie deutsche Meisterin. 2016 und 2021 nahm sie an den Olympischen Spielen teil. Seit dem 30. Oktober 2021 ist Borger Präsidentin des Vereins Athleten Deutschland e. V., der sich für die Rechte, den Schutz und die Perspektive von deutschen Kaderathleten einsetzt. Sie übernahm dieses Amt von Max Hartung.

## Karriere

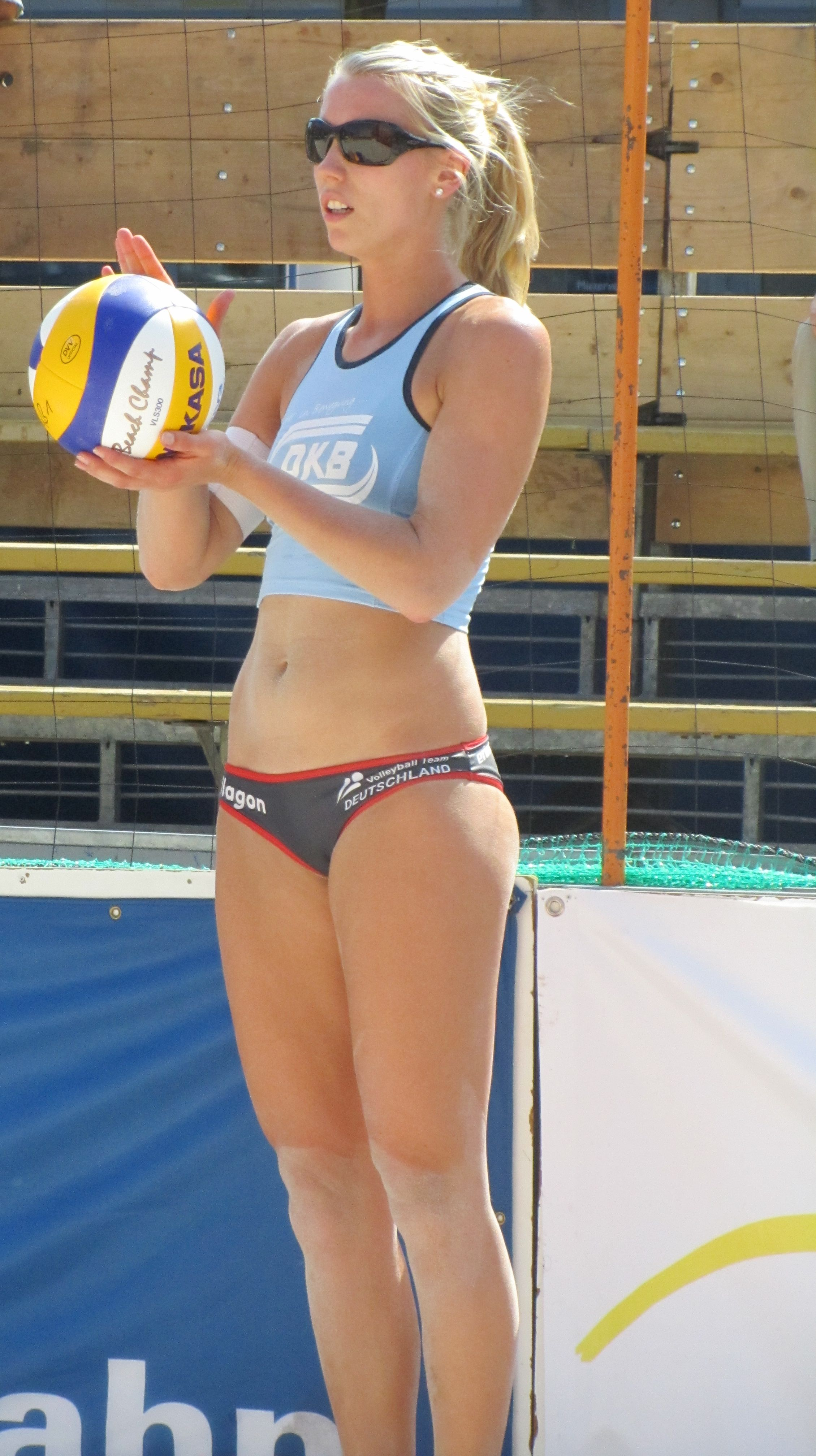
DKB-Beach-Cup 2011

Karla Borger spielte zunächst Hallenvolleyball bei TSV Rot-Weiß Auerbach, 1. VC Wiesbaden, USC Braunschweig, Bayer 04 Leverkusen und bis 2009 in der Volleyball-Bundesliga bei Allianz Volley Stuttgart. In der Saison 2009/10 gelang Karla Borger mit der Regionalliga-Mannschaft des TV Villingen der Aufstieg in die 2. Bundesliga, wo sie bis 2012 spielte.

### Anfänge im Beachvolleyball
Als Beachvolleyballerin belegte Borger bei der Juniorenweltmeisterschaft 2008 in Brighton mit Britta Büthe den fünften Rang. 2009 bildete sie ein Duo mit Rieke Brink-Abeler. Bei den Open-Turnieren der FIVB World Tour in Osaka und Seoul belegten Borger/Brink-Abeler jeweils den 17. Platz. Anschließend unterlagen sie bei den Grand Slams in Gstaad, Moskau, Marseille und Klagenfurt sowie den Stare Jabłonki und Barcelona Open jeweils den deutschen Konkurrentinnen in der „Country Quota“. Bei der U23-Europameisterschaft in Jantarny wurde Borger mit Julia Sude Dritte. Seit 2010 spielte Borger mit Britta Büthe. In Alanya wurde das Duo im Juni 2010 Studenten-Weltmeister. Bei der U23-EM in Kos erreichten Borger/Büthe den neunten Rang. Auf der World Tour kamen sie in Phuket auf den 17. Platz. 2011 steigerte sie sich mit dem 13. Rang in Mysłowice, bevor sie beim Grand Slam in Peking als Neunte erstmals in die Top Ten kamen. Das gleiche Ergebnis schafften sie bei den Grand Slams in Gstaad und Stare Jabłonki. Außerdem gewannen sie das Challenger-Turnier in Seoul und das Masters in Niechorze. Ihren bis dahin größten Erfolg feierten Borger/Büthe jedoch bei der Universiade in Shenzhen, die sie im Finale gegen die US-Amerikanerinnen Hughes/Day gewannen. Bei der deutschen Meisterschaft kamen sie auf den dritten Rang.

### Internationaler Durchbruch und Vizeweltmeistertitel
2012 begannen Borger/Büthe mit drei 17. Plätzen bei den Brasília und Sanya Open sowie dem Grand Slam in Shanghai. Bei der Europameisterschaft in Scheveningen kamen sie als Gruppendritte in die K.-o.-Phase und erreichten durch einen Sieg gegen die deutschen Konkurrentinnen Sara Goller und Laura Ludwig das Viertelfinale, in dem sie sich den späteren Drittplatzierten Liliana/Baquerizo geschlagen geben mussten. Beim Grand Slam in Rom wurde sie wie bei der EM Fünfte. Als Neunte in Gstaad und Stare Jabłonki gelangen ihnen weitere Top-Ten-Ergebnisse. Die deutsche Meisterschaft beendeten sie auf dem fünften Rang.
Die Saison 2013 begannen sie mit dem 17. Platz in Fuzhou. Anschließend belegten sie den neunten Platz in Shanghai und den fünften Rang in Corrientes. Auf der nationalen Smart Beach Tour gewannen sie das Turnier in Hamburg. Bei der WM in Stare Jabłonki erreichten sie als Gruppensieger die K.-o.-Phase und gelangten mit vier weiteren Siegen als erste Europäerinnen in ein WM-Endspiel. Dies verloren sie im Tiebreak gegen die Chinesinnen Xue Chen und Zhang Xi. Nachdem sich Büthe verletzt hatte, trat Borger bei der EM in Klagenfurt mit Elena Kiesling an. Die Vorrunde beendeten sie hinter Laura Ludwig und Kira Walkenhorst den dritten Rang; danach besiegten sie in der ersten K.-o.-Runde Victoria Bieneck und Julia Großner, bevor sie im Achtelfinale gegen die österreichischen Schwestern Doris und Stefanie Schwaiger ausschieden. Beim Grand Slam in Berlin wurde Borger mit Julia Sude ebenso Neunte wie in Moskau und São Paulo mit Büthe. Bei der deutschen Meisterschaft 2013 belegten Borger/Büthe den dritten Rang.
Auf der World Tour 2014 gelangen ihnen durchweg Top-Ten-Platzierungen, zunächst zwei fünfte Ränge beim Grand Slam in Shanghai und den Prag Open. Bei der EM in Quartu Sant’Elena erreichten sie als Gruppenzweite die K.-o.-Phase. Nach zwei weiteren Siegen kam es im Viertelfinale zum deutschen Duell, das Borger/Büthe gegen Ludwig/Walkenhorst verloren. Bei den Grand Slams in Moskau und Berlin wurden sie Fünfter und Dritter. In Gstaad spielten sie in einem deutschen Finale gegen Ilka Semmler und Katrin Holtwick und mussten sich in zwei Sätzen geschlagen geben. Der Grand Slam in Den Haag war das einzige internationale Turnier in diesem Jahr, das sie nicht in den Top Ten beendeten. Es folgten neunte Plätze in Long Beach und Stare Jabłonki sowie ein fünfter Platz in Klagenfurt. Mit einem Finalsieg gegen Ludwig/Sude gewannen Borger/Büthe bei der deutschen Meisterschaft 2014 ihren ersten nationalen Titel. Danach siegten sie auch beim CEV Satellite in Stuttgart. Die internationale Saison beendeten sie mit einem neunten Platz in São Paulo. Für die Saison 2014 wurde Borger von der FIVB als „Best Server“ ausgezeichnet.
Im Mai 2015 gewannen Borger/Büthe bei den Luzern Open das Finale gegen die Niederländerinnen Meppelink/van Iersel und schafften damit ihren ersten Turniersieg auf der World Tour. Nach einem 25. Rang beim Grand Slam in Moskau erreichten sie als Fünfte der Poreč und Stavanger Majors und Vierte des Grand Slams in Sankt Petersburg wieder Top-Ten-Ergebnisse. Bei der WM in den Niederlanden gelangten sie als bestes von drei punktgleichen Teams ihrer Vorrundengruppe weiter, schieden dann aber in der ersten K.-o.-Runde gegen die Kanadierinnen Pavan/Bansley aus. Beim Gstaad Major gab es ebenfalls einen 17. Platz. Nach dem neunten Rang beim Grand Slam in Yokohama litt Borger an einer Blockade des Hüftgelenks, die sie sich beim vorherigen Grand Prix in Yokohama zugezogen hatte. Daher konnte sie mit Britta Büthe nicht mehr zum letzten Vorrundenspiel antreten. Die Europameisterschaft war damit für das deutsche Duo vorzeitig beendet. Danach fiel Karla Borger für den Rest der Saison 2015 aus.

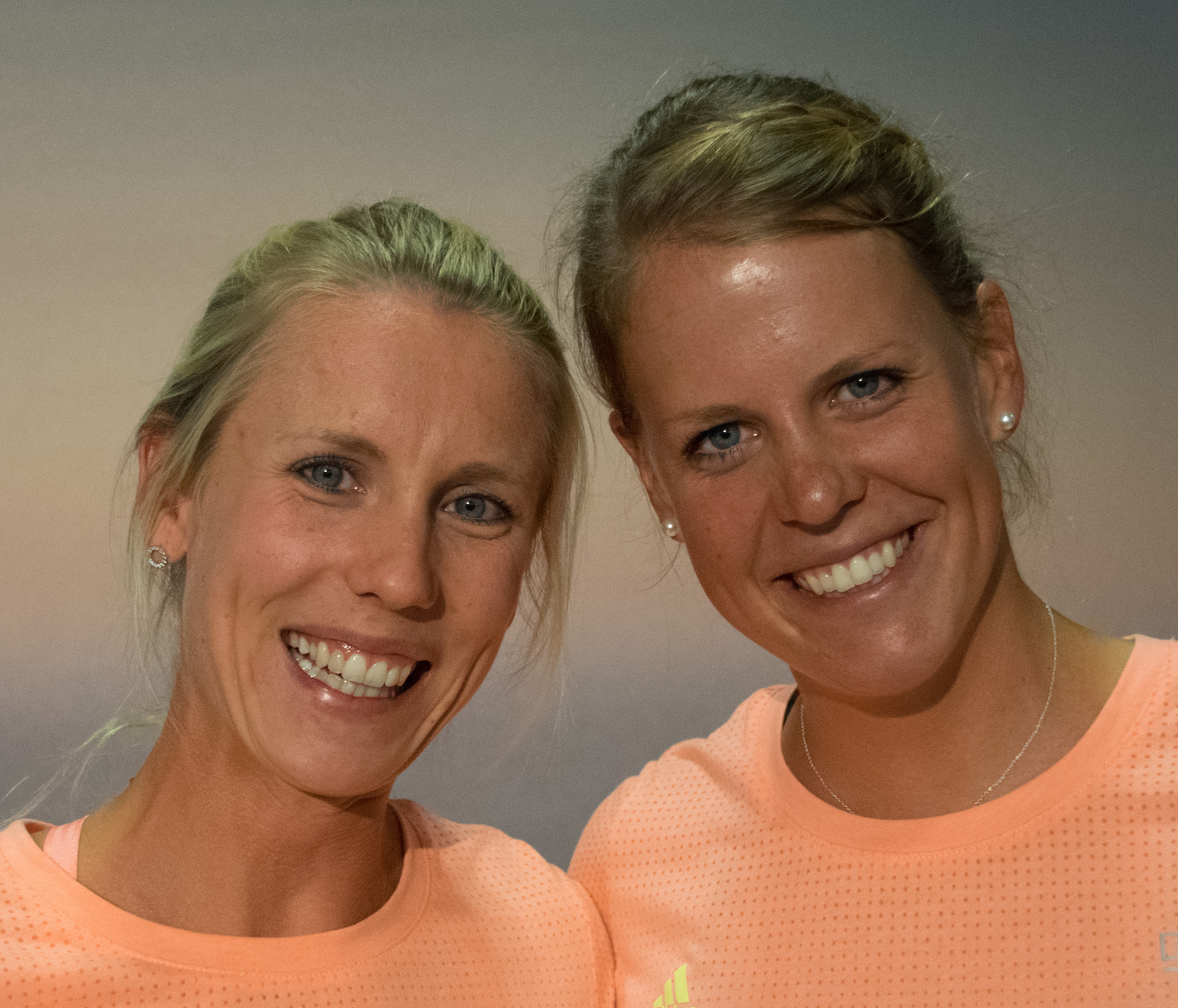
Karla Borger (links) mit Britta Büthe (rechts) 2016

### Erste Olympiateilnahme und Wechsel der Partnerin
Anfang 2016 kamen Borger/Büthe mit einem fünften Rang bei den Maceió Open zurück zur FIVB World Tour. Beim Grand Slam in Rio de Janeiro wurden sie Dritte. Bei den folgenden Open-Turnieren erreichten sie vier fünfte und einen neunten Platz. Auch beim Grand Slam in Moskau wurden sie Fünfte. In der Vorrunde und im Achtelfinale der EM in Biel/Bienne besiegten sie die Konkurrentinnen aus Österreich und der Schweiz, bevor sie sich im deutschen Viertelfinale gegen Semmler/Holtwick durchsetzten. Durch die Halbfinal-Niederlage gegen Sluková/Hermannová wurden sie Dritte und gewannen damit die erste EM-Medaille ihrer Karriere. Nach einem neunten Platz beim Hamburg Major gewannen sie beim Major-Turnier in Poreč das deutsche Duell um den dritten Platz gegen Ludwig/Walkenhorst. Danach belegten sie den neunten Platz in Gstaad und den fünften Rang in Klagenfurt. Als siebtbestes Team der Olympiarangliste qualifizierten sie sich für die Olympischen Spiele in Rio de Janeiro. Dort kamen sie als Gruppendritte über die Play-off-Runde „Lucky Loser“ ins Achtelfinale, in dem sie sich den an Position eins gesetzten Brasilianerinnen Larissa/Talita geschlagen geben musste. Damit beendeten sie das Turnier auf dem neunten Rang. Anschließend wurden sie Fünfte des Grand Slam in Long Beach. Bei der deutschen Meisterschaft unterlagen sie im Halbfinale den Olympiasiegerinnen Ludwig/Walkenhorst und gewannen das Spiel um den dritten Platz gegen Gernert/Zautys.

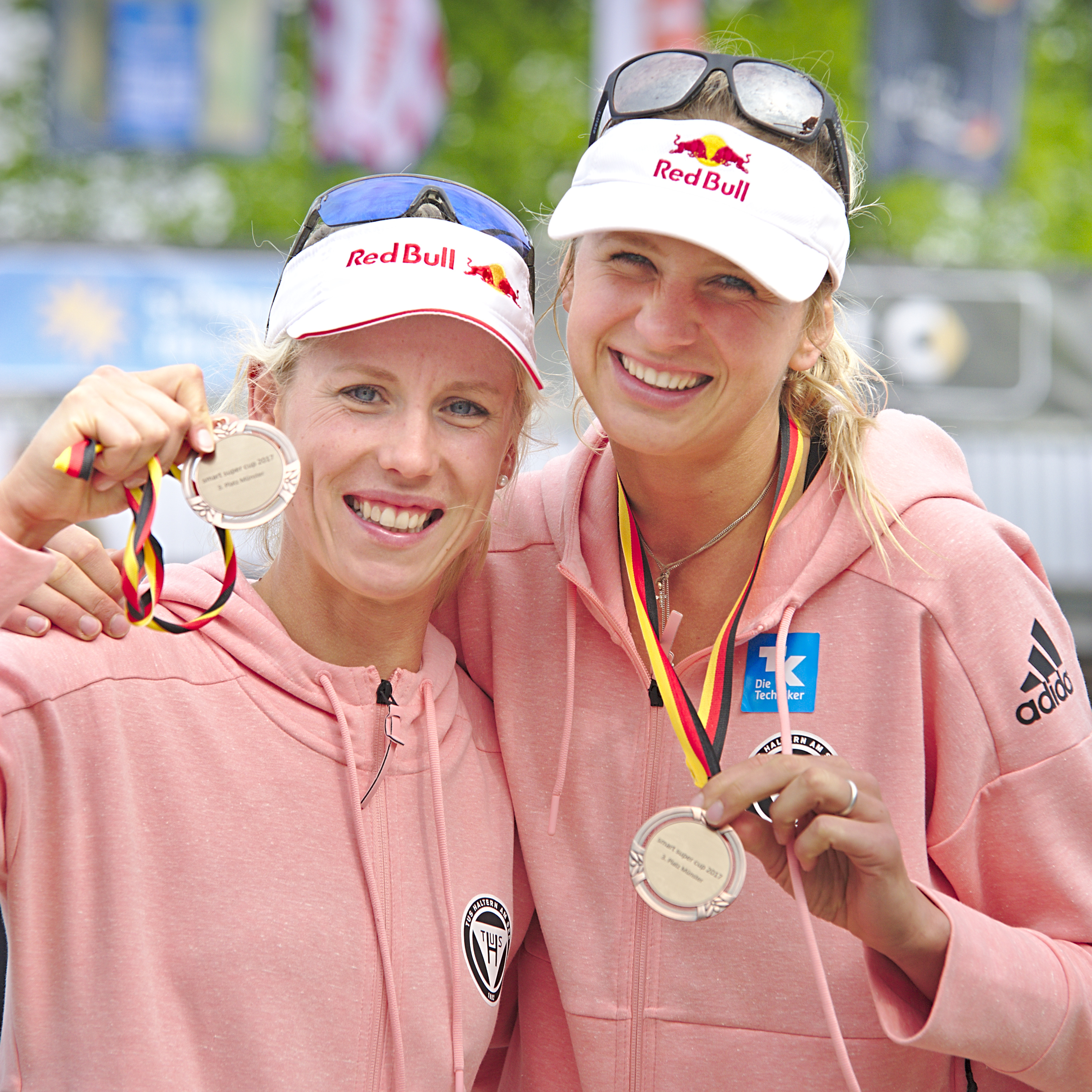
Mit Margareta Kozuch (rechts) 2017 in Münster

Nach Büthes Karriereende spielte Borger ab 2017 an der Seite der 336-fachen Hallennationalspielerin Margareta Kozuch. Auf der nationalen Smart Beach Tour belegten Borger/Kozuch bei den Supercups in Münster, Kühlungsborn und Binz Podiumsplätze. Bestes Ergebnis auf der FIVB World Tour war ein fünfter Rang beim 3-Sterne-Turnier in Moskau. Für die Weltmeisterschaft in Wien erhielten Borger/Kozuch eine von drei Wildcards und belegten am Ende Platz 17. Bei der Europameisterschaft in Jūrmala erreichten Borger/Kozuch als Gruppensieger das Achtelfinale, in dem sie den späteren Europameisterinnen Glenzke/Großner unterlagen und Platz neun belegten. Bei der deutschen Meisterschaft unterlagen sie im Halbfinale den späteren Siegerinnen Laboureur/Sude und gewannen das Spiel um den dritten Platz gegen Bieneck/Schneider. Im November erhielten Borger/Kozuch vom DVV den Status als „deutsches Nationalteam“. Bestes Ergebnis von Borger/Kozuch auf der World Tour 2018 war ein dritter Platz beim 4-Sterne-Turnier in Ostrava.

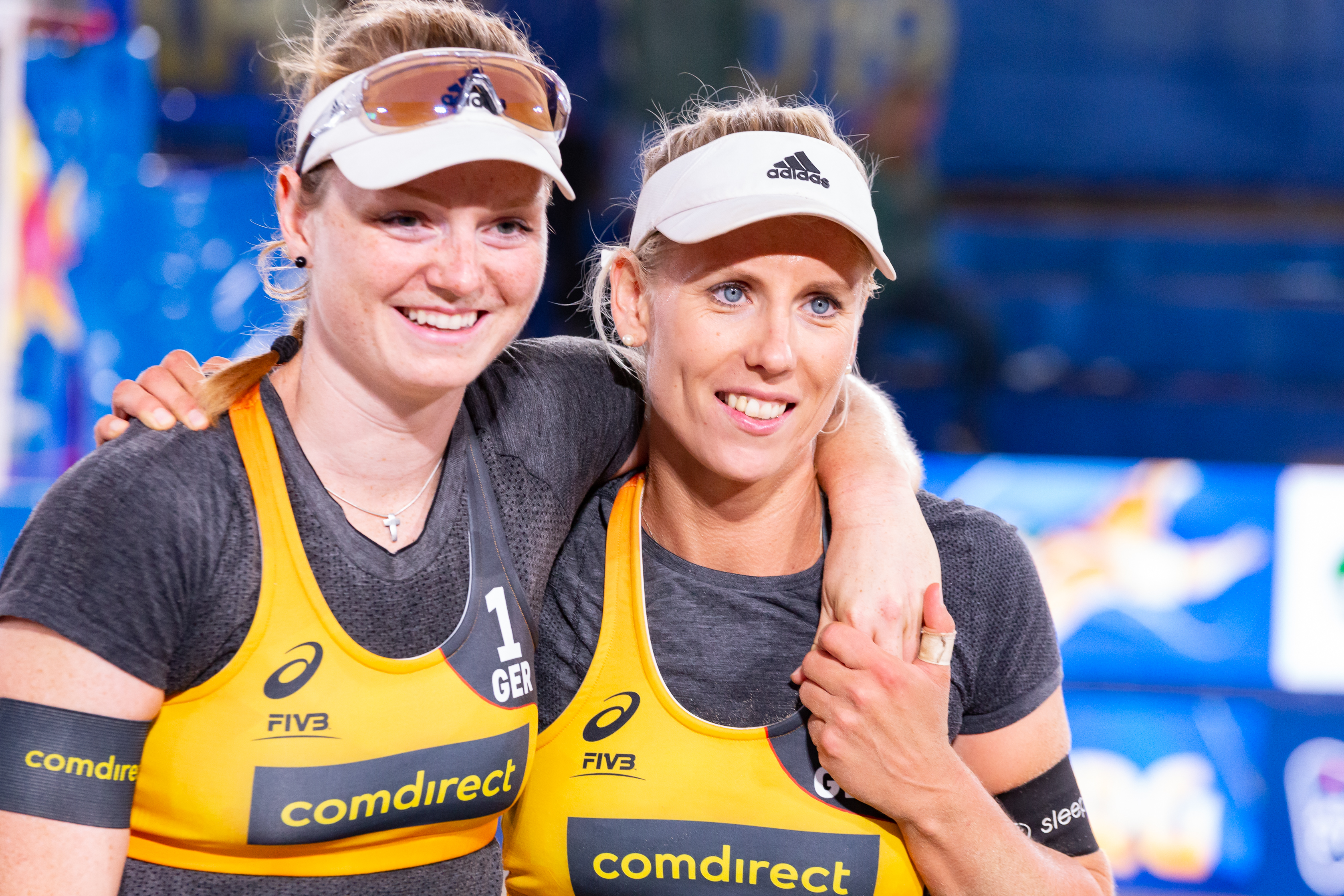
Mit Julia Sude (links) bei der WM 2019 in Hamburg

### Zweite Olympiateilnahme und Sieg im World Tour Final mit Julia Sude
Nachdem Kozuch mit Laura Ludwig ein neues Duo bildete, spielte Borger von 2019 bis 2022 mit Julia Sude. Borger/Sude siegten auf der nationalen Techniker Beach Tour 2019 in Münster und belegten bei der Weltmeisterschaft in Hamburg Platz neun. Auf der FIVB World Tour waren Platz drei in Kuala Lumpur (3-Sterne), Platz fünf in Jinjiang (4-Sterne) sowie Platz vier in Tokio und in Moskau (jeweils 4-Sterne) ihre besten Resultate. Bei der deutschen Meisterschaft in Timmendorfer Strand holte Borger nach 2014 ihren zweiten Titel. Anfang November siegten Borger/Sude beim 3-Sterne-Turnier in Qinzhou.
Im Juni/Juli 2020 nahm Borger mit Svenja Müller an der Beach-Liga teil und gewann den Wettbewerb im Finale gegen Melanie Gernert und Sarah Schulz. Bei der deutschen Meisterschaft belegten Borger/Sude Platz fünf. Bei den 4-Sterne-Turnieren der World Tour 2021 in Cancún, Sotschi, Ostrava und Gstaad erreichten sie die Plätze neun, fünf, neun, 25, neun und neun. Mitte Juni gewannen sie in Düsseldorf den Qualifier für Timmendorfer Strand. Bei den Olympischen Spielen in Tokio schieden Borger/Sude sieglos nach der Vorrunde aus. Anschließend gewannen sie bei den Europameisterschaften 2021 die Bronzemedaille. Bei der deutschen Meisterschaft 2021 in Timmendorfer Strand erreichten Borger/Sude das Finale, das sie gegen Chantal Laboureur und Sarah Schulz verloren. Im Oktober gewannen sie das World Tour Finale in Cagliari mit 2:0 im Endspiel gegen die Weltmeisterinnen Humana-Paredes/Pavan aus Kanada. Auf der World Beach Pro Tour 2022 belegten Borger/Sude bei den Challenge-Turnieren in Tlaxcala Platz neun, in Itapema Platz vier, in Doha Platz neun, in Kuşadası Platz fünf und in Espinho Platz neun sowie bei den Elite 16-Turnieren in Rosarito Platz 17, in Gstaad Platz fünf und in Hamburg Platz drei. Bei der Weltmeisterschaft in Rom wurden sie Neunte. Außerdem gewannen sie das „Rock the Beach“-Turnier in Stuttgart und wurden mit dem „Beachvolleyball Team Deutschland“ Zweite beim CEV Beachvolleyball Nations Cup in Wien. Bei der Europameisterschaft in München erreichten Borger/Sude als Gruppensieger das Achtelfinale, in dem sie die Italienerinnen Scampoli/Bianchin besiegten. Im Viertelfinale schieden sie gegen die neuen Europameisterinnen Kravčenoka/Graudiņa aus. Im September gewann sie mit Chantal Laboureur das „King of the Court“-Turnier in Utrecht.

### Neue Partnerin Sandra Ittlinger
Seit dem Herbst 2022 spielt Borger mit Sandra Ittlinger. Beim Elite16-Turnier in Paris erreichten die beiden den neunten Platz. 2023 stand beim Elite16-Turnier 2023 in Uberlandia erneut ein neunter Platz zu Buche. Bei der deutschen Meisterschaft 2023 wurden Borger/Ittlinger Dritte. Bei der anschließenden Weltmeisterschaft in Tlaxcala erreichten sie als Gruppendritte die Hauptrunde, in der sie gegen die Australierinnen Mariafe Artacho und Taliqua Clancy ausschieden. Bei den Challenge-Turnieren erreichten Borger/Ittlinger in Goa Platz zwei und in Chiang Mai Platz fünf. Der Start auf der World Pro Tour 2024 bei Challenge-Turnieren in Brasilien war wechselhaft: Nach einem vierten Platz in Recife schieden Borger/Ittlinger in Saquarema bereits nach der Vorrunde aus. Im April gelang ihnen in Guadalajara erneut Platz vier. Anschließend standen sie beim Elite16 in Tepic in der Runde der besten acht Duos. Noch besser lief es beim Challenge in Xiamen. Dort gelang den beiden am 28. April 2024 ihr größter gemeinsamer Erfolg auf der Pro Tour, als sie im Endspiel die Schweizerinnen Anouk Vergé-Dépré / Joana Mäder in zwei Sätzen bezwingen konnten. Nach einigen durchwachsenen Ergebnissen im Mai und im Juni verpassten Borger/Ittlinger als drittbestes deutsches Duo knapp die Teilnahme an den Olympischen Spielen in Paris. Anschließend trennten sich die beiden.
Mit Hanna-Marie Schieder gewann Borger auf der German Beach Tour 2024 das zweite Turnier in München und belegte Platz 17 bei der Europameisterschaft in den Niederlanden. Bei der Deutschen Meisterschaft 2024 erreichte sie mit Lea Sophie Kunst Platz vier. Seit November 2024 ist Schieder Borgers feste Partnerin.

## Familie
Karla Borger ist die Tochter von Cordula Pütter, der Beachvolleyball-Europameisterin von 1995.